# Brayan Martínez
Brayan Adán Martínez Arizpe (Monterrey, Nuevo León, 22 de enero de 1990) es un exjugador de fútbol mexicano. Debutó profesionalmente en un partido de la Copa Libertadores con el Club de Fútbol Monterrey, jugando los 90 minutos contra el Club Nacional de Paraguay, pero no debutó en Primera División hasta el 2011.

## Clubes
| Club                     | País      | Año         |
| ------------------------ | --------- | ----------- |
| Club de Fútbol Monterrey | México    | 2010 - 2011 |
| Puebla Fútbol Club       | México    | 2011 - 2014 |
| Club de Fútbol Mérida    | México    | 2014 - 2015 |
| Zacatepec Siglo XXI      | México    | 2015        |
| Murciélagos F.C.         | México    | 2016 - 2017 |
| Xelaju MC.               | Guatemala | 2018        |
| Monterrey Flash          | México    | 2018 - 2019 |

## Distinciones individuales
| Título                 | Club                     | País   | Año  |
| ---------------------- | ------------------------ | ------ | ---- |
| Goleador Torneo Sub-20 | Club de Fútbol Monterrey | México | 2010 |